# Boisset (Cantal)
 Boisset  es una población y comuna francesa, situada en la región de Auvernia-Ródano-Alpes, departamento de Cantal, en el distrito de Aurillac y cantón de Maurs.

## Demografía
| 1007 | 896 | 802 | 756 | 653 | 653 | 619 | 604 | 638 |
| Para los censos de 1962 a 1999 la población legal corresponde a la población sin duplicidades (Fuente: INSEE [Consultar]) |     |     |     |     |     |     |     |     |